# Československo na Zimních olympijských hrách 1992
Československo na Zimních olympijských hrách v Albertville v roce 1992 reprezentovalo 75 sportovců, z toho 19 žen. Nejmladším účastníkem byla krasobruslařka Radka Kovaříková (16 let, 349 dní), nejstarší pak sáňkařka Mária Jasenčáková (34 let, 113 dní). Reprezentanti vybojovali 3 bronzové medaile. 

## Československé medaile
| Medaile | Jméno                                                | Sport           | Disciplína  |
| ------- | ---------------------------------------------------- | --------------- | ----------- |
| Bronz   | Petr Barna                                           | krasobruslení   | jednotlivci |
| Bronz   | Družstvo ČSFR                                        | lední hokej     | muži        |
| Bronz   | Jaroslav Sakala Jiří Parma František Jež Tomáš Goder | skoky na lyžích | družstvo    |

## Seznam všech zúčastněných sportovců
| Číslo | Jméno                | Pohlaví | Věk | Sport              |
| ----- | -------------------- | ------- | --- | ------------------ |
| 1     | Ľudmila Milanová     | Žena    | 24  | Alpské lyžování    |
| 2     | Lucia Medzihradská   | Žena    | 23  | Alpské lyžování    |
| 3     | Peter Jurko          | Muž     | 24  | Alpské lyžování    |
| 4     | Marián Bíreš         | Muž     | 27  | Alpské lyžování    |
| 5     | Gabriela Sůvová      | Žena    | 20  | Biatlon            |
| 6     | Martin Rypl          | Muž     | 24  | Biatlon            |
| 7     | Petra Nosková        | Žena    | 24  | Biatlon            |
| 8     | Ivan Masařík         | Muž     | 24  | Biatlon            |
| 9     | Jana Kulhavá         | Žena    | 27  | Biatlon            |
| 10    | Tomáš Kos            | Muž     | 24  | Biatlon            |
| 11    | Iveta Knížková       | Žena    | 24  | Biatlon            |
| 12    | Jiří Holubec         | Muž     | 25  | Biatlon            |
| 13    | Helena Černohorská   | Žena    | 22  | Biatlon            |
| 14    | Jiřina Adamičková    | Žena    | 22  | Biatlon            |
| 15    | Petr Ramseidl        | Muž     | 27  | Boby               |
| 16    | Pavel Puškár         | Muž     | 26  | Boby               |
| 17    | Zdeněk Kohout        | Muž     | 24  | Boby               |
| 18    | Roman Hrabaň         | Muž     | 29  | Boby               |
| 19    | Jiří Džmura          | Muž     | 28  | Boby               |
| 20    | Karel Dostál         | Muž     | 30  | Boby               |
| 21    | Iveta Zelingerová    | Žena    | 19  | Běh na lyžích      |
| 22    | Jiří Teplý           | Muž     | 29  | Běh na lyžích      |
| 23    | Zora Simčáková       | Žena    | 28  | Běh na lyžích      |
| 24    | Martin Petrásek      | Muž     | 25  | Běh na lyžích      |
| 25    | Radim Nyč            | Muž     | 25  | Běh na lyžích      |
| 26    | Kateřina Neumannová  | Žena    | 18  | Běh na lyžích      |
| 27    | Václav Korunka       | Muž     | 26  | Běh na lyžích      |
| 28    | Anna Janoušková      | Žena    | 26  | Běh na lyžích      |
| 29    | Alžbeta Havrančíková | Žena    | 28  | Běh na lyžích      |
| 30    | Luboš Buchta         | Muž     | 24  | Běh na lyžích      |
| 31    | Pavel Benc           | Muž     | 28  | Běh na lyžích      |
| 32    | Ľubomíra Balážová    | Žena    | 23  | Běh na lyžích      |
| 33    | Martin Šimeček       | Muž     | 24  | Krasobruslení      |
| 34    | René Novotný         | Muž     | 28  | Krasobruslení      |
| 35    | Kateřina Mrázová     | Žena    | 19  | Krasobruslení      |
| 36    | Lenka Kulovaná       | Žena    | 17  | Krasobruslení      |
| 37    | Radka Kovaříková     | Žena    | 16  | Krasobruslení      |
| 38    | Petr Barna           | Muž     | 25  | Krasobruslení      |
| 39    | Richard Žemlička     | Muž     | 27  | Lední hokej        |
| 40    | Peter Veselovský     | Muž     | 27  | Lední hokej        |
| 41    | Radek Ťoupal         | Muž     | 25  | Lední hokej        |
| 42    | Oldřich Svoboda      | Muž     | 25  | Lední hokej        |
| 43    | Róbert Švehla        | Muž     | 23  | Lední hokej        |
| 44    | Richard Šmehlík      | Muž     | 22  | Lední hokej        |
| 45    | Jiří Šlégr           | Muž     | 20  | Lední hokej        |
| 46    | Bedřich Ščerban      | Muž     | 27  | Lední hokej        |
| 47    | Petr Rosol           | Muž     | 27  | Lední hokej        |
| 48    | František Procházka  | Muž     | 30  | Lední hokej        |
| 49    | Ladislav Lubina      | Muž     | 24  | Lední hokej        |
| 50    | Igor Liba            | Muž     | 31  | Lední hokej        |
| 51    | Robert Lang          | Muž     | 21  | Lední hokej        |
| 52    | Kamil Kašťák         | Muž     | 25  | Lední hokej        |
| 53    | Drahomír Kadlec      | Muž     | 26  | Lední hokej        |
| 54    | Tomáš Jelínek        | Muž     | 29  | Lední hokej        |
| 55    | Otakar Janecký       | Muž     | 31  | Lední hokej        |
| 56    | Petr Hrbek           | Muž     | 22  | Lední hokej        |
| 57    | Miloslav Hořava      | Muž     | 30  | Lední hokej        |
| 58    | Leo Gudas            | Muž     | 26  | Lední hokej        |
| 59    | Jaromír Dragan       | Muž     | 27  | Lední hokej        |
| 60    | Petr Bříza           | Muž     | 27  | Lední hokej        |
| 61    | Patrik Augusta       | Muž     | 22  | Lední hokej        |
| 62    | Petr Urban           | Muž     | 31  | Saně               |
| 63    | Petra Matěchová      | Žena    | 20  | Saně               |
| 64    | Jan Kohoutek         | Muž     | 20  | Saně               |
| 65    | Mária Jasenčáková    | Žena    | 34  | Saně               |
| 66    | Jiří Musil           | Muž     | 26  | Rychlobruslení     |
| 67    | Jiří Kyncl           | Muž     | 29  | Rychlobruslení     |
| 68    | František Máka       | Muž     | 23  | Severská kombinace |
| 69    | Milan Kučera         | Muž     | 17  | Severská kombinace |
| 70    | Josef Kovařík        | Muž     | 25  | Severská kombinace |
| 71    | Martin Bayer         | Muž     | 19  | Severská kombinace |
| 72    | Jaroslav Sakala      | Muž     | 22  | Skoky na lyžích    |
| 73    | Jiří Parma           | Muž     | 29  | Skoky na lyžích    |
| 74    | František Jež        | Muž     | 21  | Skoky na lyžích    |
| 75    | Tomáš Goder          | Muž     | 17  | Skoky na lyžích    |